# الحنامي (العدين)

تعديل مصدري - تعديل

الحنامي محلة تابعة لقرية براحه العليا، التابعة لعزلة الجبلين بمديرية العدين إحدى مديريات محافظة إب في الجمهورية اليمنية.، بلغ تعداد سكانها 89 حسب تعداد اليمن لعام 2004.